# Библиографски запис
Библиографски запис је унос у библиографски индекс (или библиотекарски каталог) који представља и описује конкретни ресурс. Библиографски запис садржи податке потребне кориснику да нађе и индентификује конкретни ресурс као и додатне информације у формалном библиографском формату. Додатне информације могу подржавати претрагу или преглед/претрага по кључној речи или могу пружати комплетни садржај ставке (нпр. резиме чланка).
Библиографски запис се углавном претражује помоћу библиографског индекса (претходница библиографске базе података) по аутору, наслову, теми или кључној речи. Библиографски записи се такође називају сурогат записи или метаподаци. Библиографски записи мог представљати широк спектар објављеног садржаја укључујући класичан папир, дигитализоване и дигиталне публикације. Процес прављења, размене и очувања библиографских записа је део већег процеса који се назива библиографска контрола.